# Толочко, Виктор Иванович
Виктор Иванович Толочко (22 октября 1922, Мелитополь, Запорожской области — 13 апреля 2006, Ялта) — украинский и советский живописец. Народный художник Украинской ССР (1985).
Лауреат премии Автономной Республики Крым за 1995 год.

## Биография
Родился в семье сапожника и домохозяйки. Уже в раннем детстве с удовольствием рисовал.
Первым учителем живописи стал школьный преподаватель рисования Андрей Иванович Корольков. В 15 лет акварельный портрет героя Джамбула послали на всесоюзную выставку в Москву, и юный художник был отмечен грамотой.
В 1940 году был призван в РККА, служил в Средней Азии. Уже там в боях с басмачами для него началась война.
С конца 1942 года Виктор Толочко воевал на Центральном фронте. У него было несколько серьёзных ранений. Был заживо похоронен с перебитой ногой на Курской дуге и был спасён другом, который опознал его по сверкнувшей золотой лире, которой он был награждён ещё в школе за участие в музыкальном кружке. На обелиске в селе Тёпленькое указана фамилия Толочко В. И. Его мать получила похоронку. Виктор Толочко был разведчиком, он в одиночку захватил в блиндаже немецких солдат и привёл шестерых «языков». После госпиталя вернулся в часть и летал на штурмовике стрелком-радистом.
За мужество и героизм был награжден Орденом Великой Отечественной войны 1 степени, орденом Славы третьей степени, орденом Красной звезды, медалями «За взятие Кенигсберга» и «За победу над Германией в Великой Отечественной войне 1941—1945 гг.»
В 1946—1950 гг. обучался в Харьковском художественном училище.
В 1957 году окончил Харьковский художественный институт. Ученик А. Кокеля. Дипломной работой В. Толочко была картина «Защитники Брестской крепости».
После окончания института был назначен директором музея украинского искусства в Ялте, который занимал тогда залы Воронцовского дворца.
В 1963 году построил художественную мастерскую в Ялте и вернулся к творческой работе.
В 1970 году переехал в Донецк, где в 1973 году возглавил Донецкое отделение Союза художников Украины. Позже вернулся в Крым. Последние 30 лет жизни жил и творил в Ялте.
Участвовал в выставках с 1949 года — областных, республиканских, всесоюзных, международных. Провел 10 персональных выставок в Венгрии, Чехословакии, ГДР, Польше, Болгарии (1975-80), Москве (1965), Киеве, Донецке, Запорожье, Днепропетровске, Ялте (1982), Симферополе (1966, 2007).
Почётный академик Крымской академии наук. В мае 1999 года включен в альманах «Жизнь замечательных людей Крыма».

## Творчество
Работая над выпускной работой «Защитники Брестской крепости», художник 5 месяцев прожил в гарнизоне Брестской крепости, написал свыше 50 этюдов и эскизов. Именно это проникновение в историческую атмосферу, умение ощутить психологизм ситуации, использование собственных фронтовых воспоминаний дали возможность полностью и с высоким мастерством реализовать творческий замысел.
К военной теме художник обращался постоянно. Основные работы: «Защитники Брестской крепости» (1960), «Годы войны» (1968), «Прорыв» (1966-93), «Севастополь» (1980), «Солдаты» (1981), «В степи ковыльной» (1962-84), «В бессмертие» (1977), «Памяти солдата» (1985).
Работал в жанре пейзажной живописи и натюрморта. На многих выставках получили высокую оценку искусствоведов его пейзажи. Мажорным, жизнеутверждающим звучанием отличаются пейзажи «Весенний туман», «Гурзуф. Набережная», «Ай-Петри», «Солнечный день. Гурзуф», «Айва цветет», «Синички», «Дожди», «Тополь у дороги» и другие.
Работы В. И. Толочко хранятся в художественных музеях Донецка, Севастополя, Симферополя, картинной галерее Львова.